# Cataxia maculata
Cataxia maculata är en spindelart som beskrevs av William Joseph Rainbow 1914. Cataxia maculata ingår i släktet Cataxia och familjen Idiopidae.
Artens utbredningsområde är Queensland. Inga underarter finns listade i Catalogue of Life.